# 科塞里亚
科塞里亚（義大利語：Cosseria），是意大利萨沃纳省的一个市镇。总面积13.73平方公里，人口1095人，人口密度79.8人/平方公里（2009年）。ISTAT代码为009026。